# گنادی میخایلوف
گنادی میخایلوف (روسی: Геннадий Михайлов؛ زادهٔ ۸ فوریهٔ ۱۹۷۴) دوچرخه‌سوار اهل روسیه است.
از باشگاه‌هایی که در آن بازی کرده‌است می‌توان به تیم لوتو–سودال، تیم دوچرخه‌سواری یو.اس. پوستال سرویس، تیم آستانه، و تیم کاتیوشا–آلپتسین اشاره کرد.